# Pistolet maszynowy Błyskawica

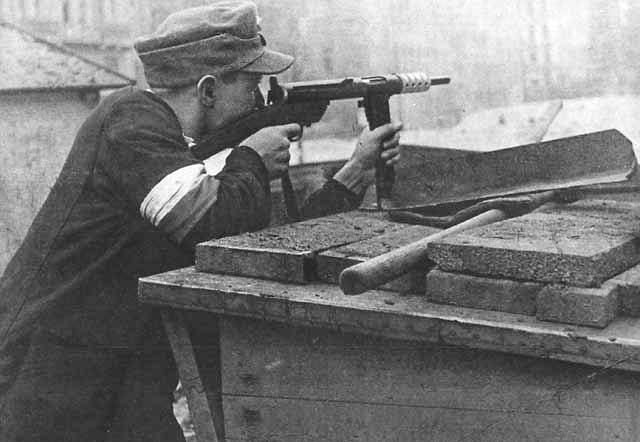
Żołnierz AK uzbrojony w Błyskawicę podczas powstania warszawskiego

Błyskawica – pistolet maszynowy opracowany przez inż. Wacława Zawrotnego i Seweryna Wielaniera. Produkowany w warunkach konspiracyjnych w Polsce podczas okupacji niemieckiej. Polska była jedynym okupowanym krajem, w którym produkowano w niewielkich fabrykach i warsztatach broń własnej konstrukcji.

## Historia konstrukcji
W 1942 roku inż. Wacław Zawrotny zaproponował dowództwu Armii Krajowej opracowanie pistoletu maszynowego dostosowanego do seryjnej produkcji w warunkach konspiracyjnych. Wspólnie z inż. Sewerynem Wielanierem opracowali projekt broni, przy produkcji której można było wykorzystać technologie dostępne w warsztatach rzemieślniczych. Dlatego w Błyskawicy części były łączone za pomocą gwintów hydraulicznych i wkrętów. Obaj konstruktorzy byli absolwentami Państwowej Szkoły Budowy Maszyn i Elektrotechniki im. Hipolita Wawelberga i Stanisława Rotwanda, natomiast nie mieli wykształcenia ani praktyki jako konstruktorzy broni.
Opracowując swoją konstrukcję, wzorowali się na najlepszych dostępnych wzorach: pistoletach maszynowych MP40 i Sten. Na pierwszym wzorowano układ broni (magazynek dołączany od dołu i składana kolba), z drugiego zapożyczono konstrukcję mechanizmów.
Dokumentacja techniczna została wykonana w okresie od stycznia do kwietnia 1943. Prototyp był gotowy w sierpniu lub wrześniu 1943. Próby prototypu odbyły się w pobliżu Zielonki. Następnie prototyp zaprezentowano komendantowi Kedywu AK płk. Augustowi Emilowi Fieldorfowi.
Po skierowaniu pistoletu maszynowego Zawrotnego i Wielaniera do produkcji seryjnej, do końca listopada opracowano pełną dokumentację techniczną. W listopadzie pistolet maszynowy otrzymał nazwę Błyskawica. Pochodziła ona od trzech błyskawic wyciętych na stopce kolby (miały one podobny kształt jak znak firmy Elektrit), który sugerował, że jest to część elektrycznej kuchenki tej firmy.
Błyskawice, których części wytwarzano w kilku miejscach w Warszawie, były montowane i przystrzeliwane w produkującym siatki ogrodzeniowe zakładzie Franciszka Makowieckiego ps. Mahomet przy placu Grzybowskim, na tyłach kościoła pw. Wszystkich Świętych. Broń była przystrzeliwana w wyciszonej piwnicy. Pierwsza partia prototypowa liczyła pięć egzemplarzy. Po testach Kedyw zamówił następne 1000, a później jeszcze 300. Do lipca 1944 r. wykonano 600 egzemplarzy, a w momencie wybuchu powstania warszawskiego były gotowe części następnych stu egzemplarzy. W czasie powstania Błyskawice montowano w rusznikarni na ulicy Boduena (ok. 40 szt.). Łącznie wykonano ok. 740 sztuk tego pistoletu maszynowego. Wytworzenie jednego egzemplarza zajmowało do 45 godzin, nie licząc produkcji lufy.
W wielu opracowaniach zagranicznych broń tę niepoprawnie określa bądź opisuje się jako niemiecki pistolet maszynowy dla Volkssturmu MP 3008 w odmianie produkcji firmy Blohm und Voss, czy niemieckie naśladownictwo stena. Także wiele opracowań zawiera ilustracje błędnie podpisane jako przedstawiające Błyskawicę, a także błędne dane dotyczące tej broni.

## Opis konstrukcji
Pistolet maszynowy Błyskawica działał na zasadzie odrzutu zamka swobodnego (strzelanie z zamka otwartego). Zasilanie w naboje z dwurzędowego magazynka pudełkowego o pojemności 32 nabojów, przystawianego od dołu broni (identycznego z magazynkiem Stena). Do zabezpieczenia pistoletu służył samoczynny bezpiecznik spustowy. Przyrządy celownicze stałe, bez możliwości regulacji: celownik przeziernikowy i muszka przyspawana do komory zamkowej. Kolba metalowa składana pod spód broni. Mechanizm spustowy w obudowie pod komorą zamkową, umożliwiający strzelanie wyłącznie seriami. Dzięki względnie dużej masie zamka i długiej drodze jego ruchu charakteryzował się małą szybkostrzelnością, która pozwalała na oddawanie pojedynczych strzałów. Słabą stroną Błyskawicy był dość niski poziom bezpieczeństwa. Brak zabezpieczenia w przednim położeniu i zabezpieczenie zamkiem przez napięty samoczynny bezpiecznik spustowy groziło przy opuszczeniu broni z napiętym zamkiem samoczynnym jej odpaleniem. Słabą stroną była także składana kolba, za krótka dla wygodnego użytkowania.

## Zachowane egzemplarze
Literatura z 1985 wymienia cztery zachowane i eksponowane w Muzeum Wojska Polskiego w Warszawie egzemplarze oraz jeden udokumentowany.
1. Wykopany 2 lutego 1948 roku wraz z ekshumowanymi zwłokami kpr. pchor. Mirosława Wojciecha Komarnickiego (kompania "Janusz" Batalionu Harnaś"). Egzemplarz przekazała matka poległego. Broń mocno skorodowana i bez magazynka[6].
2. Wykopany przy ekshumacji zwłok powstańców na terenie poczty przy ulicy św. Barbary. Egzemplarz 9 lutego 1950 roku przekazał ZBOWiD. Broń bardzo skorodowana i bez osłony lufy[6].
3. Egzemplarz z serii pięciu egzemplarzy produkcji próbnej przechowywany pierwotnie przez inż. Wielaniera, a w lipcu 1944 ukryty w Józefowie. Odnaleziony w stanie zdekompletowanym w październiku 1973 roku. W porozumieniu z muzeum brakujące elementy dosztukowali wykonawcy broni z okresu okupacji. Zrekonstruowana broń jest eksponowana od 1976 roku[6].
4. Egzemplarz znaleziony na wysypisku śmieci w Radiowie i przekazany do muzeum przez pracownika MPO Antoniego Kicińskiego. Najlepiej zachowany egzemplarz z brakującym tylko magazynkiem[6].
5. Egzemplarz, którego fotografia ukazała się w opracowaniu Jaroslava Lugsa dot. ręcznej broni palnej i mylnie podpisana jako niemieckie naśladownictwo brytyjskiego stena. Broń bez magazynka z oznakowaniem "L.W.S." na komorze zamkowej[6].

Ponadto:
1. Jeden egzemplarz od 2018 r. w zbiorach Lubuskiego Muzeum Wojskowego. Odnaleziony na terenie woj. lubuskiego, do muzeum przekazany decyzją sądu. Egzemplarz mocno skorodowany i niekompletny[7].
2. Najlepiej zachowany, w pełni działający egzemplarz znajduje się w Centralnym Laboratorium Kryminalistycznym Policji[8].